# Chirchiq (település)
Chirchiq, (IPA: [t͡ʃirˈt͡ʃiq]; cirill írással: Чирчиқ; orosz nyelven: Чирчик) város Üzbegisztán Taskenti régiójában. A település népessége 1999-ben 145 600 fő, 2015-ben körülbelül 170 400 fő volt.

## Fekvése
Taskenttől 32 km-rel északkeletre, a Chirchiq folyó mentén, a Chatkal-hegységben fekszik.

## Története
A várost 1935-ben alapították a Chirchiq folyón található vízerőmű építésekor, számos környező falu összeépítésével. 
Chirchiq egy intenzív mezőgazdasági terület közepén helyezkedik el, ahol főleg zöldségek, gyümölcsök (beleértve a dinnyét és a szőlőt is) termesztése folyik. Egy nagy elektrokémiai üzem műtrágyát állít elő a régió kollektív gazdaságainak. Chirchiq iparágai közé tartoznak az úgynevezett ferro-ötvözetek és a mezőgazdasági és vegyipar számára készült gépek gyártása is.
A város és környéke a Taskenti régió jelentős téli üdülőterülete. A város közelében található síközpont Chimgan, amely Közép-Ázsiából és Oroszországból vonzza a turistákat. A városon kívüli Chirchiq folyó látja el ivóvízzel Taskentet és más déli városokat is.

## Demográfia
A város lakosai etnikailag főként üzbégek és kazakok.

## Oktatás
A városban orvostudományi főiskola és ipari kollégium is működik.

## Galéria

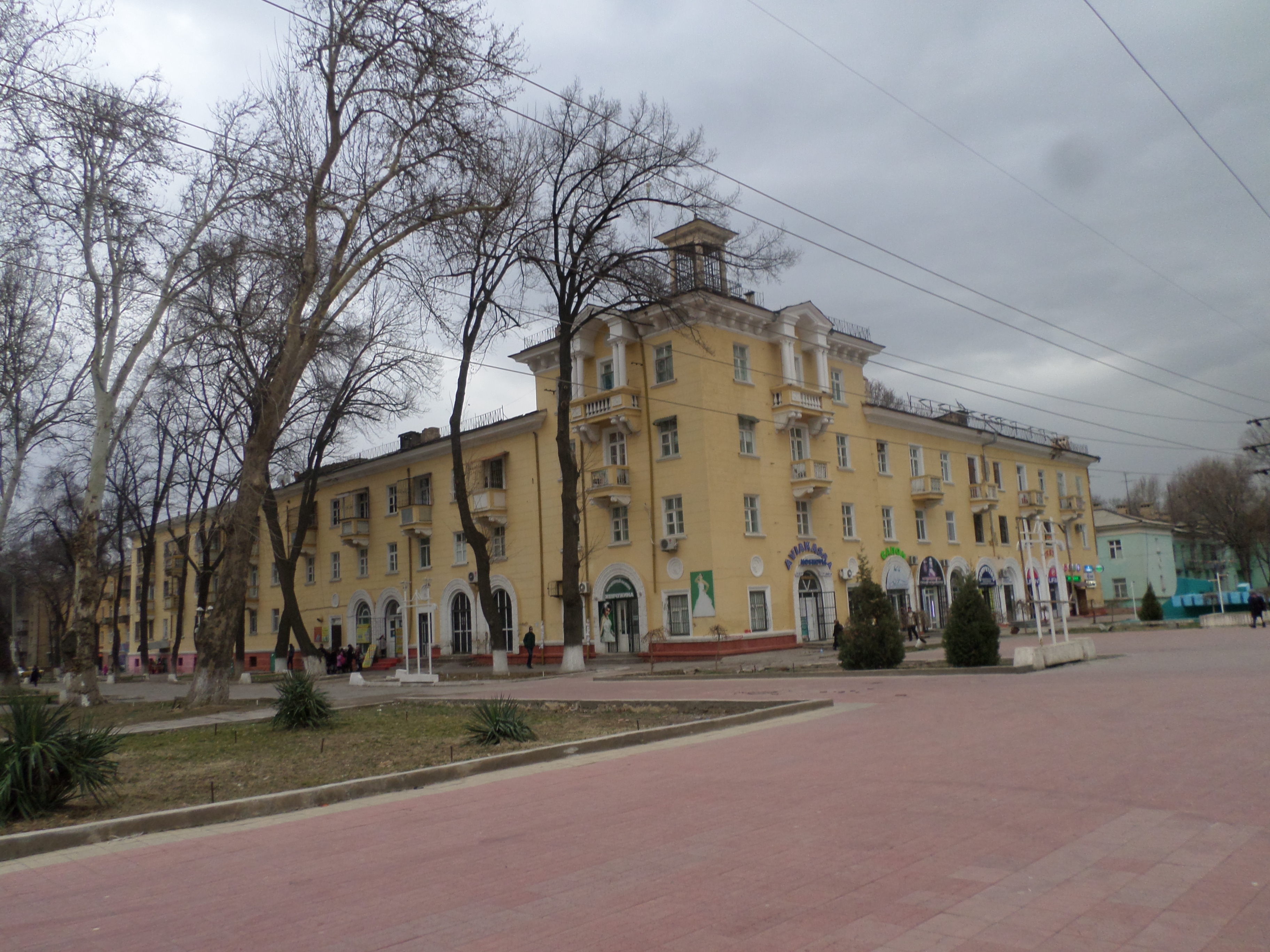
Chirchiq látképe
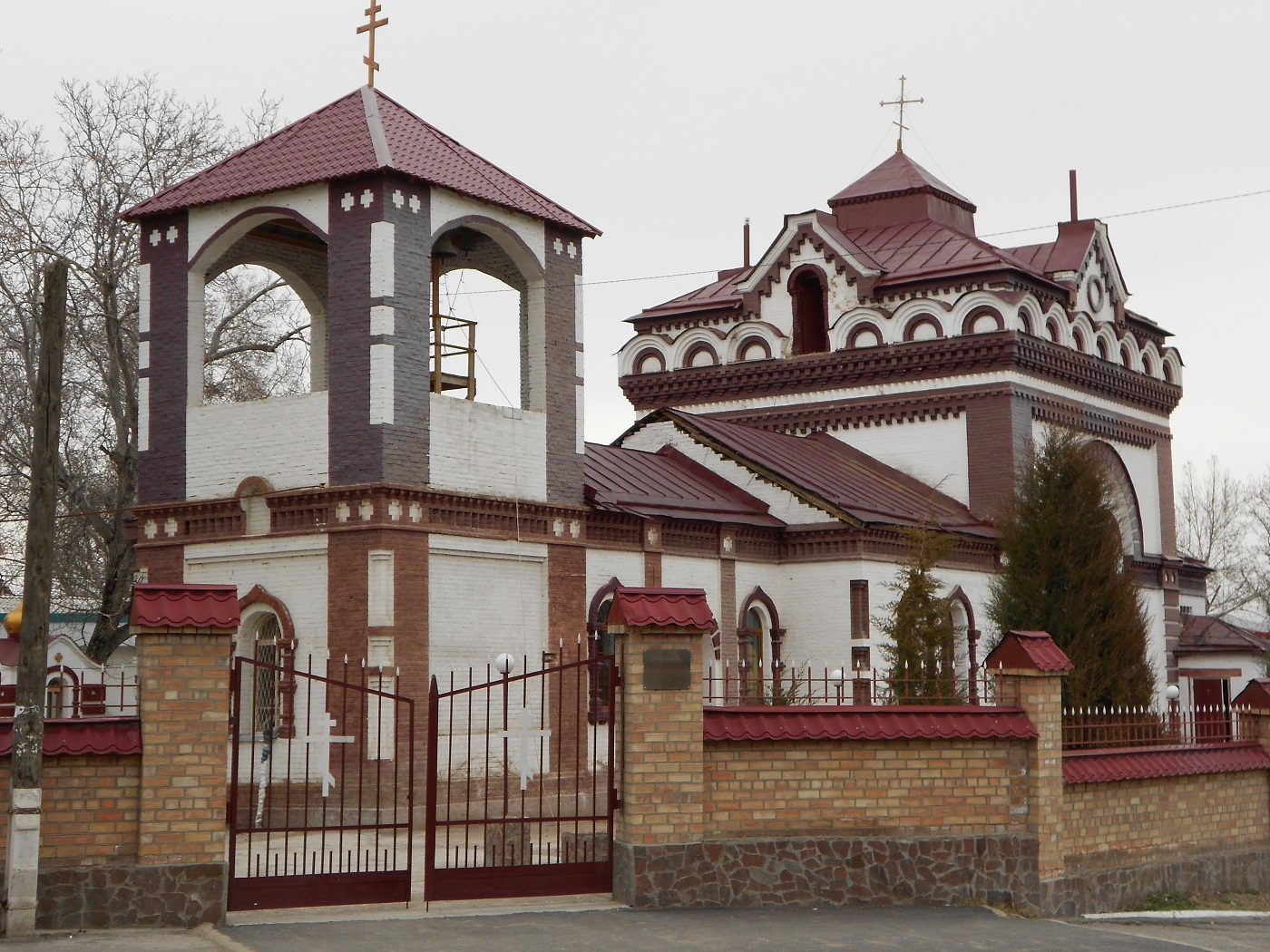
Monostor, Chirchiq
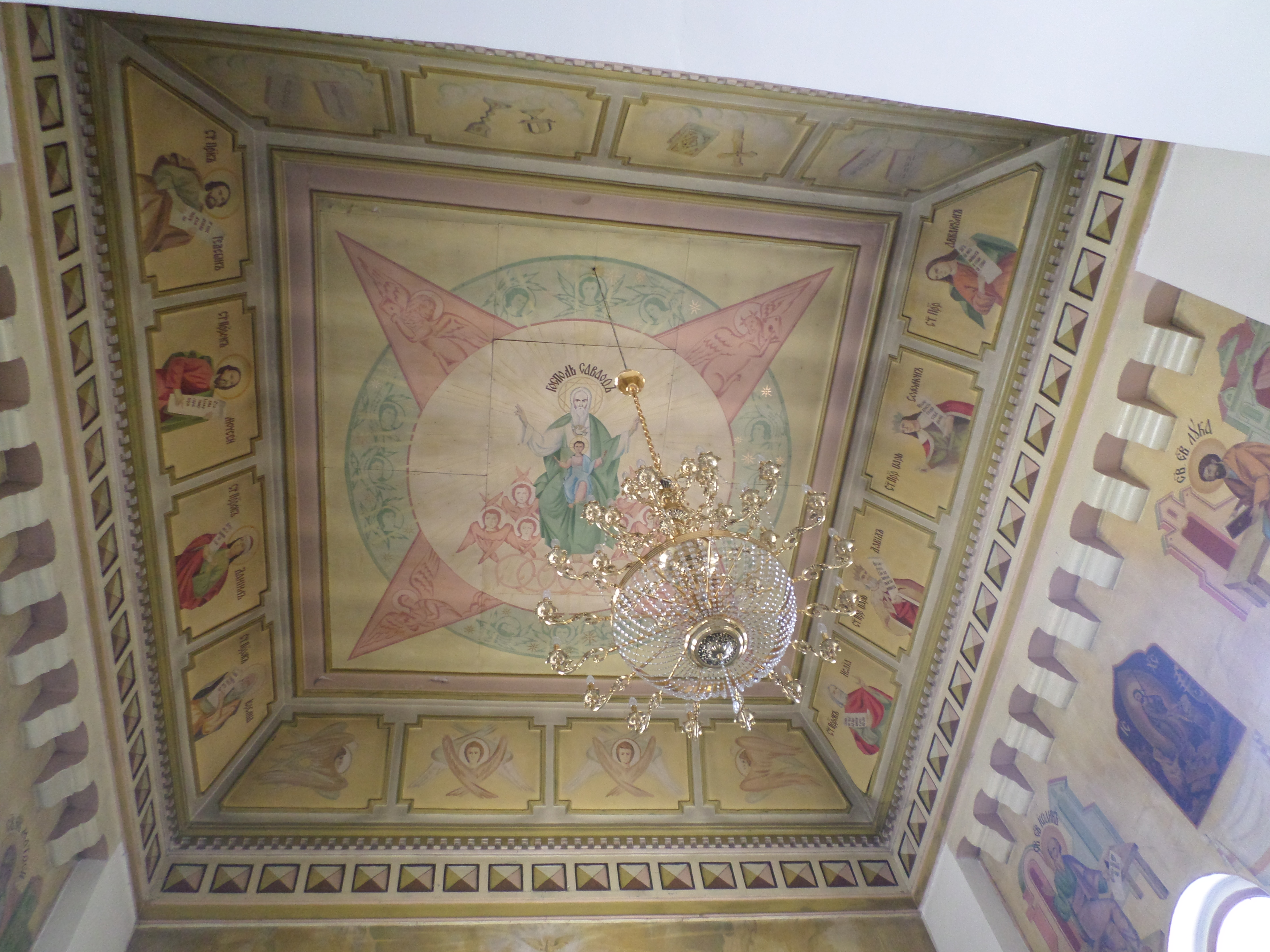
A monostor részlete belülről
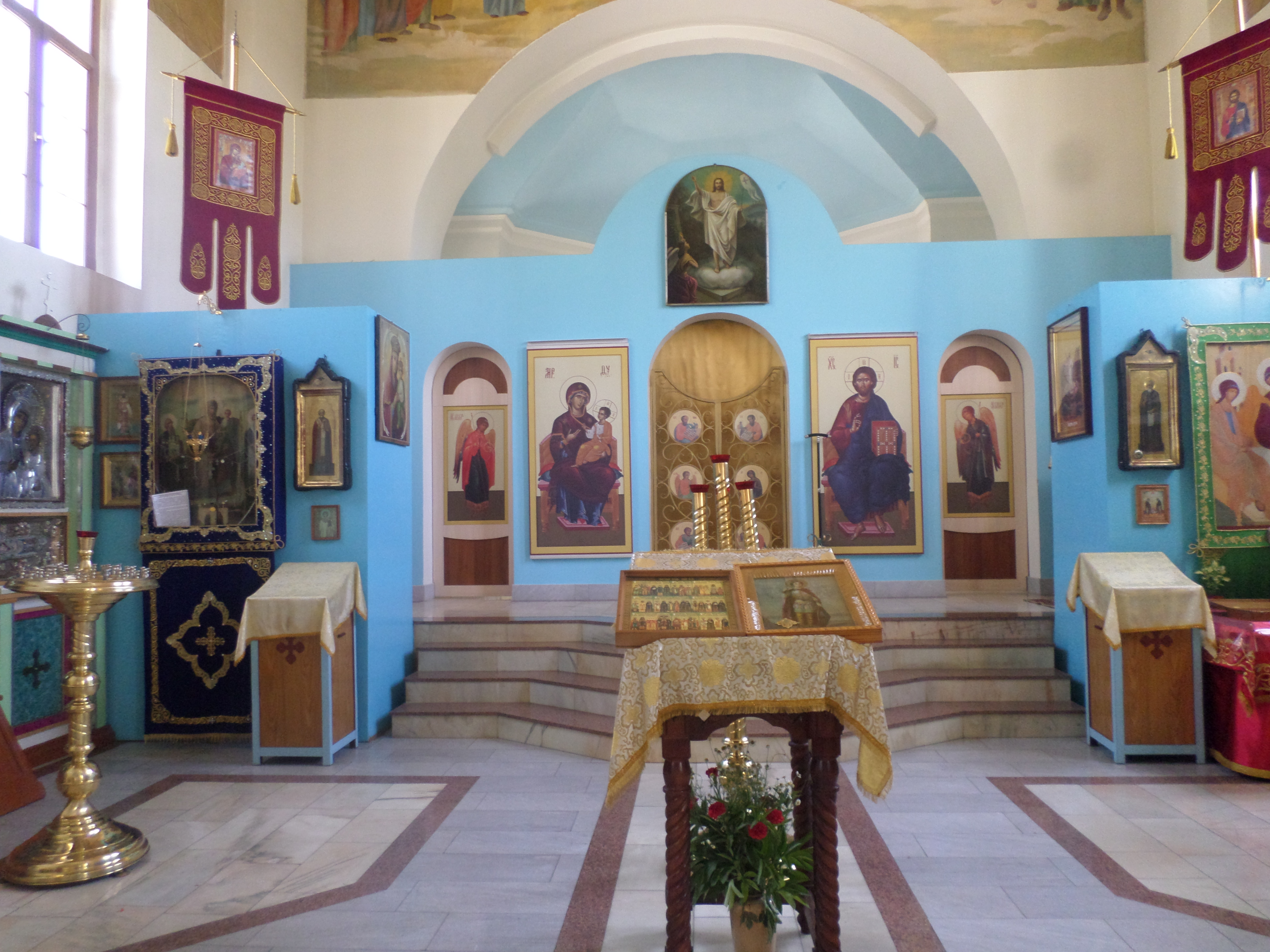
A monostor oltára